# بلندی صوت

محور افقی فرکانس را در هرتز نشان می‌دهد

در آکوستیک، بلندی صوت درک ذهنی از فشار صدا است. به‌طور رسمی‌تر، این گونه تعریف می‌شود: «این ویژگی حس شنوایی است که از نظر آن می‌توان صداها را در یک مقیاس از آرام تا بلند مرتب کرد.» رابطه صفات فیزیکی صدا با بلندی ادراک شده از اجزای فیزیکی، فیزیولوژیکی و روانی تشکیل شده‌است. مطالعه بلندی صوت ظاهری در مبحث روان‌آکوستیک گنجانده شده‌است و از روش‌های روان‌فیزیکی استفاده می‌کند.